# Karl Gertis
Karl Gertis (* 23. Oktober 1938 in München; † 24. Januar 2025) war ein deutscher Bauphysiker und Komponist. Er war Leiter des Fraunhofer-Instituts für Bauphysik und Emeritus des Instituts für Akustik und Bauphysik an der Universität Stuttgart.

## Leben
Karl Gertis, Sohn von Rosa und Karl Gertis, studierte an der TU München, an der er 1963 sein Diplom im Fach Maschinenbau erwarb. 1969 wurde er an der Universität Stuttgart zum Dr.-Ing. promoviert und erhielt dort, nach seiner Habilitation im Jahr 1972, als Privatdozent die Venia Legendi für Bauphysik. 1971 wurde er Abteilungsleiter im Fraunhofer-Institut für Bauphysik. 1974 erhielt er einen Ruf an die Universität Essen, wo er als ordentlicher Professor 1977 den ersten Lehrstuhl für Bauphysik errichtete. 1984 wurde er als Ordinarius für Bauphysik an die Universität Stuttgart berufen, wo er bis zu seiner Emeritierung 2007 wirkte. In Personalunion leitete er bis 2003 als Direktor das Fraunhofer-Institut für Bauphysik in Stuttgart, dem er als Mitglied der Leitung seit 1984 angehörte.
Gertis gehörte der heutigen Fakultät 2: Bau- und Umweltingenieurwissenschaften sowie per Kooptation auch der Fakultät 1: Architektur und Stadtplanung an. Im Ausland wurde Gertis mehrfach geehrt, u. a. als Ehrendoktor der Ingenieurwissenschaften und der Technischen Wissenschaften sowie als Mitglied der Russischen Akademie der Wissenschaften. Seine Forschungsaktivitäten umfassten alle Teilgebiete der Bauphysik wie Wärme, Energieeinsparung, Feuchte, Bau- und Raumakustik sowie Lärmbekämpfung, Tageslichtversorgung von Gebäuden und klimagerechtes Bauen.
Gertis lebte zuletzt in Holzkirchen (Oberbayern) und war nebenberuflich als Posaunist, Dirigent und Komponist, Alphornbläser, tätig. Er schuf etwa 100 Kompositionen für Orchester, Chor, Quartette, Alphorn, Orgel, Gesang, die in zahlreichen Konzerten aufgeführt wurden.
Am 24. Januar 2025 starb Gertis im Alter von 86 Jahren.